# Авангард (марксизм)
Авангард — термін, який використовується в контексті леніністського дискурсу для позначення «передових частин окремого класу чи всього суспільства» — політично «прогресивних» соціальних груп (партій, організацій, класів), які є опорою для комуністичної революції та комуністичних режимів. Термін походить від фр. avant-garde — слова з військової лексики, що означає передовий загін.

На думку Іллі Земцова, це слово при вживанні його в пропагандистських текстах 
|  | покликане викликати у свідомості радянських людей асоціації з фронтом класових битв, що ніколи не загасають, де пролетаріат (і його авангард — комуністи) змушений боротися з численними ворогами — зовнішніми (світова буржуазія, правий і лівий ревізіонізм, троцькізм, маоїзм, сіонізм тощо) та внутрішніми (їхні таємні „агенти“, що діють у радянському суспільстві). Оригінальний текст (рос.) «...призвано вызывать в сознании советских людей ассоциации с фронтом никогда не затухающих классовых битв, где пролетариат (и его авангард — коммунисты) вынужден сражаться с многочисленными врагами — внешними (мировая буржуазия и фашизм, правый и левый ревизионизм, троцкизм, маоизм, сионизм и т. д.) и внутренними (их тайные „агенты“, действующие в советском обществе)» |

Концепцію організації революціонерів як авангарду робітничого класу, яка має здійснити соціалістичну революцію, запровадити та підтримувати диктатуру пролетаріату в його інтересах та вчити маси комунізму, розвинув Ленін у праці «Що робити?».
У СРСР роль «авангарду» світового пролетаріату та всього «прогресивного людства» грала передусім Комуністична партія Радянського Союзу. Як вважає Ілля Земцов, така ідентифікація відігравала роль чинника, який утверджує роль комуністів як «політичних та духовних наставників» народу. «Авангардом» оголошували також радянський робітничий клас, комсомол як «вірний помічник партії». У вужчому контексті соціалістичної економіки «авангардом» могли називати передові підприємства, колгоспи, бригади тощо.
Ілля Земцов зазначає, що авангардом могли бути оголошені будь-які соціальні групи, якщо цього вимагали інтереси пропаганди. У сфері міжнародних відносин, наприклад, так позначали будь-які партії та рухи, що мають прорадянську орієнтацію. При цьому, якщо внаслідок зміни політичної кон'юнктури організація виходила з-під впливу влади СРСР, вона втрачала статус «авангарду». Як приклади того, як оголошення того чи іншого руху «авангардом» залежало від політичної кон'юнктури, Земцов наводить позначення як «авангарду арабських народів» іракської баасистської партії, а не Іракської комуністичної партії. Однак після зміни кон'юнктури ситуація змінилася на діаметрально протилежну: після XXVI з'їзду КПРС у 1980 році вже комуністична партія Іраку стала «авангардом», а баасистська партія, що змінила геополітичну орієнтацію, перестала ним бути.